# XXe congrès du Parti communiste de l'Union soviétique
 (février 2006).
 (septembre 2020).
Le XXe congrès du Parti communiste de l'Union soviétique (PCUS) s'est tenu à Moscou du 14 au 25 février 1956 et a réuni des délégués venant de toute l'URSS ainsi que des délégués des « partis frères » venus d'autres pays. Ce congrès est resté célèbre par la déstalinisation qui y a été officialisée.

## Les débuts de la déstalinisation
À l'ouverture du congrès le 14 février 1956, les « observateurs » n'en attendaient pas grand-chose. Les grands changements soviétiques, après vingt-six ans de stalinisme, ne se faisaient plus lors des congrès du parti, que Staline n'avait tout simplement pas convoqués de 1939 à 1952. La déstalinisation progressait lentement depuis la mort du « Père des peuples » en 1953 : ainsi, les médecins, juifs en grande partie,, dont l'arrestation avait été annoncée en janvier 1953, et qui étaient accusés d'avoir voulu attenter à la vie de Staline, avaient été réhabilités.
Malenkov insistait sur un nouveau respect de la « légalité socialiste » et promettait un « mieux-vivre » aux Soviétiques. Nikita Khrouchtchev avait réconcilié l'URSS avec la Yougoslavie de Tito et la nouvelle direction du parti et de l'État avait « déclaré la paix au monde » : mais ce dégel semblait trop lent, trop prudent pour remettre en cause les fondements du système. Dès la mort de Staline, pourtant, ses héritiers avaient pris quelque distance avec son héritage. En juin 1953, Lavrenti Beria avait été arrêté, puis discrètement éliminé (avec l'aide de l'armée et de Joukov, que Staline avait écarté du « premier cercle » du pouvoir, au soupçon de « bonapartisme »). Mais cette déstalinisation était « rampante » : on ne s'attaquait pas ouvertement à Staline par crainte d'ébranler tout l'édifice depuis 1917 en dénonçant celui qui l'avait incarné pendant trente ans : « on voulait en finir avec l'idolâtrie, tout en conservant l'idole, jeter par-dessus bord le « culte » sans mettre en cause la personnalité » de Staline.
Khrouchtchev avait d'ailleurs ouvert le XXe congrès en saluant la mémoire du Chef, mais sans lyrisme excessif, et pour mieux mettre en valeur la solidité de ses successeurs : « La mort a arraché de nos rangs Joseph Vissarianovitch Djougachvili dit Staline. Les ennemis du socialisme escomptaient le désarroi dans les rangs du parti, la discorde au sein de sa direction, des hésitations dans sa politique intérieure et étrangère. Mais tous ces calculs ont été sans lendemain. »
« Cette sécheresse était révélatrice. Les délégués ne devaient pas perdre trop de temps à pleurer le disparu ».
La suite des travaux du congrès devait le démontrer : puisqu'on ne pouvait faire comme si Staline n'avait pas existé, et qu'on ne pouvait plus passer sous silence la réalité de son règne, il fallait l'en rendre personnellement responsable pour en innocenter le système qui l'avait produit (le léninisme) et celui qu'il avait instauré (le stalinisme), et dont les « iconoclastes » khrouchtchéviens étaient les héritiers. Khrouchtchev commence donc par préciser que le Comité central du parti « s'est élevé résolument contre le culte de la personnalité, étranger à l'esprit du marxisme-léninisme, et qui fait de tel ou tel dirigeant un héros thaumaturge », puis Mikhaïl Souslov enfonce le clou : « La théorie et la pratique du culte de la personnalité - étrangères à l'esprit du marxisme-léninisme - qui avaient pris de l'extension avant le XIXe congrès (octobre 1952) ont porté un grave préjudice au travail aussi bien d'organisation qu'idéologique. »
Souslov laisse donc entendre que la déstalinisation aurait commencé du vivant de Staline, et à tout le moins que le « culte de la personnalité » serait un phénomène relativement récent ; hypothèses à vrai dire peu crédibles, et dont on peut douter que ceux-là mêmes qui les exprimaient y croyaient, mais qui manifestent bien une volonté de continuité et une crainte de la rupture : si loin qu'aille la remise en cause du passé, elle ne saurait aller jusqu'à suggérer une « faute » du parti lui-même, et moins encore un « vice » du léninisme. Anastase Mikoïan poussa au plus loin possible la « rectification sans dommage » : non seulement le culte de la personnalité fut une mauvaise chose, étrangère au marxisme-léninisme, mais Staline (et non le stalinisme) se trompa : « Quand nous analysons l'état de l'économie du capitalisme moderne, il est douteux que soit exacte et puisse nous aider la thèse formulée par Staline dans Les Problèmes économiques du socialisme en URSS. ».
Par ces paroles, l'orateur met fin au mythe de l'infaillibilité ; et Mikoyan de dénoncer « la mise sous scellés » des statistiques, la décadence de la recherche scientifique et historique, la faillite de la propagande et la réduction de l'étude du marxisme-léninisme à la lecture du Précis d'Histoire du Parti communiste attribué (généreusement) à Staline lui-même.

## Le «rapport secret»
Le 24 février, Khrouchtchev invite les représentants des « partis frères » à quitter la salle et à laisser les Soviétiques débattre entre eux de son rapport ; consacré aux « crimes de Staline ». Kaganovitch avait averti : « la question du culte de la personnalité est difficile » et la déstalinisation tentée par les héritiers de Staline leur paraissait nécessiter un maximum de discrétion (quoique Khrouchtchev voulût tirer le plus gros avantage politique possible de ce tournant). Mais pourquoi un rapport secret ? Parce qu'il fallait rompre avec le passé, tout en s'assurant que la rupture se fasse avec le minimum de dégât. François Brévent :
« Il est probable qu'en ce premier temps de l'ère post-stalinienne, les dirigeants cherchaient les nouvelles « règles du jeu ». Ils étaient probablement tous d'accord, au moins depuis l'exécution de Beria, pour « civiliser » le système, en finir avec la monstruosité de l' « alternance par le meurtre » (…) La révélation des crimes commis dans un proche passé était une sorte d'exorcisme. Sans doute le régime était-il aussi en quête d'une nouvelle légitimité. (…) À la mort de Staline, le parti était toujours révéré par habitude. Mais il avait pratiquement cessé d'exister. Le régime s'était transformé en la dictature d'un homme qui convoquait simplement lorsque tel était son bon plaisir les organismes réguliers du PC, qui régnait par la terreur en prenant la précaution d'éliminer les chefs de sa police et les cadres de son parti lorsqu'ils prenaient du poids. »
D'une certaine manière, la disparition de Staline « ressuscite » le parti - et les luttes intestines qui se développent dans tout parti pour le pouvoir - surtout lorsque ce parti est, ou est supposé être, au pouvoir. Le 14 mars 1953, Malenkov, chef de l'appareil du parti, est remplacé par Nikita Khrouchtchev qui prendra en septembre le titre de Premier secrétaire (et non de Secrétaire général). Dans un affrontement entre le chef du gouvernement et le chef du parti, ce dernier a tout intérêt à refaire du parti la force dominante qu'il est supposé être, en stricte fidélité à la conception marxiste-léniniste. C'est ce à quoi va s'atteler Khrouchtchev. Son « rapport secret » aura donc, entre autres fonctions, celle de restaurer la primauté du parti (dont il était le chef) sur le gouvernement, et par conséquent de reléguer celui-ci, et l'appareil d'État, à un rôle d'exécution, de mise en œuvre, des grandes orientations fixées par le parti. De ce point de vue, le « khrouchtchévisme » est effectivement un retour au léninisme, mais sans Lénine, et hors des conditions historiques du léninisme.
Le XXe congrès est donc le moment d'une lutte, sans doute soigneusement préparée par les khrouchtchéviens. Le Premier secrétaire représentait en effet la Nomenklatura du parti, « tous ces gens d'appareil qui avaient tout de même gardé une influence prépondérante lorsqu'il s'agissait de composer les délégations au congrès. Prérogative sans importance si le congrès n'était qu'une liturgie. Prérogative capitale si l'organisme souverain reprenait son pouvoir ». C'est cette « reprise de pouvoir » par l'appareil du parti sur une coterie personnelle qui marque la stratégie de Khrouchtchev, encore qu'il ne faille pas surestimer le pouvoir de congrès conçus comme « chambre d'enregistrement » de décisions prises, en cascade, au Bureau politique (alors Praesidum), puis au Comité central.
Le Bureau politique, précisément, avait chargé une commission dirigée par Piotr Pospelov, (rédacteur principal du fameux Précis d'histoire du PCUS attribué à Staline) de « faire toute la lumière sur la période du culte ». Le même Pospelov, d'ailleurs, œuvra à la réhabilitation partielle de Staline après la chute de Khrouchtchev… De quelle déstalinisation s'agit-il donc en 1956 ? Et de quelle critique, de quelle dénonciation, de quel stalinisme ? On dénonce le « culte de la personnalité », pas le stalinisme, et moins encore le léninisme… Étrange concept, d'ailleurs, émis par des marxistes, ou présumés tels, que celui de ce culte par lequel on va tenter d'expliquer les « violations de la légalité socialiste » commises dans les trente années de formation d'un système politique, social, économique, culturel, dont on ne tente nullement de remettre en cause les fondements. On explique, au contraire, qu'il reste intrinsèquement légitime.
François Brévent :
« Les documents retenus par la commission (Pospelov) ne mentionnent nullement les crimes commis avant 1934, dont furent victimes d'anciens compagnons de Lénine (trotskistes, zinoviéviens, boukhariniens, etc.). Ils ne disent rien des millions de Soviétiques massacrés parce qu'ils étaient adversaires du communisme ou qu'ils n'avaient rien à voir avec ce système : paysans « dékoulakisés », chrétiens, etc. L'indignation du rapporteur commence à partir du moment où la purge frappe aussi les staliniens et où la méfiance maladive du dictateur décime l'encadrement militaire, mettant le pays dans le péril le plus extrême lorsque Hitler envahit l'URSS. »
Il s'agit donc moins d'une analyse des errements du passé que d'un règlement de comptes politique, fondé sur la méthode du bouc émissaire : « Staline fut une monstruosité alors que le parti restait exemplaire ; ce fut une tumeur maligne mais localisés dans un organisme sain » (François Brévent) ; démonstration qui, lorsque le « rapport secret » fut rendu public, par les médias occidentaux d'abord, les services d'information soviétiques ensuite, fut reprise en chœur par l'ensemble du mouvement communiste (Chinois et Albanais exceptés). De ce rapport secret, il fut pourtant donné lecture en URSS et dans les démocraties populaires notamment en république populaire de Pologne et en Hongrie. Le rapport fut distribué aux pays satellites et aux partis communistes internationaux et fuita à partir de la Pologne. Selon Hélène Carrère d'Encausse, ce n'est pas vraiment un hasard dans la mesure où Bolesław Bierut venait de mourir, avec une lutte de succession qui se met en place et une donnée importante : les autres dirigeants des pays communistes avaient leurs propres culte de la personnalité et en général désapprouvèrent le rapport. En juin 1956, le Département d'État des États-Unis diffusa en Occident une version anglaise, traduite d'une version polonaise, du « rapport secret » (que Le Monde publia in extenso, au grand scandale du PCF, qui parla de « rapport attribué à Khrouchtchev » et dénonça une « opération anticommuniste »).
Pour le PCUS, le « virage » du XXe congrès, loin d'être la reconnaissance d'errements du système, est une victoire de celui-ci ; du moins est-ce ainsi que l'URSS va le présenter :

« Le XXe Congrès du Parti, qui a marqué une nouvelle étape dans le développement fructueux du marxisme-léninisme, a donné une profonde analyse de la situation internationale et intérieure contemporaine, a armé le Parti communiste et tout le peuple soviétique d'un plan grandiose pour poursuivre la lutte pour l'édification du communisme, a ouvert de nouvelles perspectives pour l'action commune de tous les partis de la classe ouvrière en vue d'écarter la menace d'une nouvelle guerre et de défendre les intérêts des travailleurs. (…) les décisions historiques du XXe Congrès du PCUS (…) ont provoqué l'inquiétude et la rage dans le camp des ennemis de la classe ouvrière. Les milieux réactionnaires des États-Unis et de certaines autres puissances capitalistes sont manifestement préoccupés par le grandiose programme de lutte pour la consolidation de la paix, tracé par le XXe Congrès du PCUS. (…) les ennemis du communisme et du socialisme (concentrent) le feu de leurs attaques sur les insuffisances révélées par le Comité central de notre Parti (…) pour détourner l'attention de la classe ouvrière et ses partis des questions essentielles posées au XXe Congrès du Parti, et qui fraient la voie à de nouveaux succès de la cause de la paix, du socialisme, de l'unité de la classe ouvrière. (…) Il n'est pas fortuit que ce soit les milieux impérialistes des États-Unis qui aient fait le plus de bruit autour de la lutte contre le culte de la personnalité en URSS. L'existence de phénomènes négatifs liés à ce culte présentait pour eux l'avantage de pouvoir utiliser ces faits pour lutter contre le socialisme. Maintenant que notre parti élimine hardiment les conséquences du culte de la personnalité, les impérialistes considèrent cela comme un facteur qui accélère le mouvement de notre pays en avant, vers le communisme, et qui affaiblit les positions du capitalisme. »

— « Décision du Comité central du PCUS sur l'élimination du culte de la personnalité et de ses conséquences », dans  Bulletin d'Information de la section de presse près l'Ambassade de l'URSS en Suisse, no 56, 10 juillet 1956)
Ainsi, le formidable écho que suscita la publication du rapport secret et sa dénonciation du culte de la personnalité serait en grande partie dû à une tentative désespérée des « impérialistes » pour camoufler l'essentiel des débats de ce même XXe Congrès… En fait, les Soviétiques eux-mêmes ne croient pas à cette réduction (par la théorie du complot) du débat sur le stalinisme à une manipulation bourgeoise. À ce débat, ils prennent part -non sans dénoncer la prétention des « ennemis du socialisme » (au nombre desquels il faut sans doute compter nombre de socialistes…) à y intervenir :

« La presse bourgeoise mène une large campagne antisoviétique de calomnies, pour laquelle les milieux réactionnaires cherchent à utiliser certains faits relatifs au culte de J.V. Staline, condamné par le Parti communiste de l'Union Soviétique. Les organisateurs de cette campagne mettent tout en œuvre pour « brouiller les cartes », pour dissimuler le fait qu'il s'agit d'une étape dépassée dans la vie du pays des Soviets ; ils veulent taire et défigurer aussi le fait qu'au cours des années qui se sont écoulées depuis la mort de Staline, le Parti (…) et le Gouvernement soviétiques liquident avec une persévérance et une résolution exceptionnelles les conséquences du culte de la personnalité (…) Développant cette campagne de calomnie, les idéologues de la bourgeoisie cherchent de nouveau et sans succès à jeter une ombre sur les grandes idées du marxisme-léninisme, à saper la confiance des travailleurs envers l'URSS, premier pays du socialisme dans le monde, à semer la confusion dans les rangs du mouvement communiste et ouvrier international. (…) dans le passé les ennemis de l'unité prolétarienne internationale ont tenté plus d'une fois d'utiliser les aspects qui leur semblaient avantageux pour saper l'unité internationale des partis communistes et ouvriers, pour diviser le mouvement ouvrier international, pour affaiblir les forces du camp socialiste. Mais chaque fois, les partis communistes et ouvriers ont su reconnaître les manœuvres des ennemis du socialisme, ont soudé encore plus étroitement leurs rangs, manifestant leur indissoluble unité politique, leur fidélité inébranlable aux idées du marxisme-léninisme. »

— Décision du Comité central du PCUS…, doc. cit.
La « campagne antisoviétique de calomnies » a malgré tout quelque écho au sein des partis communistes occidentaux, et les directions de ces partis ont quelque difficulté à expliquer le sens « officiel » du tournant du XXe congrès (difficultés fort explicables au demeurant : on ne chante pas sur tous les tons les mérites innombrables et incontestables d'un homme -Staline- et d'un système -celui de l'URSS stalinienne- pendant trente ans sans avoir à fournir un certain effort pédagogique pour faire admettre la dénonciation des « erreurs » de cet homme sans remettre en cause ce système. Le Comité central du PCUS va donc expliquer aux camarades troublés de quoi il retourne. Explication difficile, puisque la théorie même du culte, et le mode de sa dénonciation, ne doivent pas grand-chose au marxisme :

« Certains de nos amis à l'étranger n'ont pas compris à fond la question du culte de la personnalité et de ses conséquences et donnent parfois des interprétations erronées de certains problèmes liés à ce culte. (…) Dans la lutte contre le culte de la personnalité, le parti s'inspire des thèses connues du marxisme-léninisme sur le rôle des masses populaires, du parti et des individus dans l'histoire (…). En créant notre Parti communiste, V. Lénine a mené une lutte intransigeante contre la conception antimarxiste du « héros » et de la « foule », il a résolument condamné la tendance à opposer les héros isolés aux masses populaires. (…) Le culte de la personnalité est contraire à la nature du régime socialiste et est devenu un frein sur la voie du développement de la démocratie soviétique et du progrès de la société soviétique vers le communisme. (…) le (Comité central) se rendait compte que la reconnaissance sincère des erreurs commises aurait certains aspects négatifs et entraînerait certains sacrifices que les ennemis pourraient utiliser. L'autocritique hardie et impitoyable dans la question du culte de la personnalité a été un nouveau témoignage éclatant de la force et de la solidité de notre parti et du régime socialiste soviétique. On peut dire avec assurance que jamais aucun des partis dirigeants des pays capitalistes ne se serait risqué à semblable initiative. Au contraire, ils se seraient efforcés de passer sous silence, de cacher au peuple des faits aussi désagréables. Mais le Parti communiste de l'Union Soviétique, éduqué sur la base des principes révolutionnaires du marxisme-léninisme, a dit toute la vérité, aussi amère qu'elle soit. »

— Décision du Comité central du PCUS… doc.cit.
Ce satisfecit autodécerné, reste le grand problème théorique que pose la dénonciation du stalinisme (réduit au « culte de la personnalité ») à ses héritiers : comment concilier les erreurs d'un homme avec « la force et la solidité » du parti et du système soviétiques, et comment expliquer que ces erreurs se soient généralisées sans que ni le parti, ni le système y puisse mettre bon ordre ? Comment concilier les « principes révolutionnaires du marxisme-léninisme » avec une explication des « erreurs du passé » qui repose presque exclusivement sur la dénonciation d'une culpabilité personnelle ? Le Comité central du PCUS affirme que le léninisme se fonde sur une « lutte intransigeante contre la conception antimarxiste du héros », mais toute la dénonciation du « culte » se fonde sur la mise en évidence de la responsabilité presque solitaire d'un « héros négatif » (Staline)… Le marxisme suppose une racine de classe aux phénomènes politiques, et fait reposer les crimes d'un système politique non sur les individus qui sont à sa tête, mais sur les rapports de production qui fondent le système, et les forces de production dont le système est l'émanation. Il faut bien que les Soviétiques s'aventurent sur le terrain de l'explication et de l'analyse historique ; ils vont tenter de le faire, malaisément :

« Comment a-t-il été possible que, dans les conditions du régime socialiste soviétique, le culte de Staline ait pu surgir et se développer avec toutes ses conséquences négatives ? (…) La Révolution Socialiste d'Octobre (…) fut la première expérience dans l'histoire de la construction d'une société socialiste formée à la suite de recherches, d'une confrontation sur la pratique de nombreuses vérités que les socialistes ne connaissaient jusque-là qu'en traits généraux, en théorie. Pendant plus d'un quart de siècle, le pays des Soviets a été le seul pays qui frayait à l'humanité la voie du socialisme. Il était comme une forteresse assiégée, au milieu de l'encerclement capitaliste. Après l'échec de l'intervention de 14 États en 1918-1920, les ennemis du pays des Soviets (s'efforcèrent) par tous les moyens de saper le premier État socialiste du monde. La menace d'une nouvelle agression impérialiste contre l'URSS s'accentua particulièrement après que le fascisme se fut emparé du pouvoir en Allemagne en 1933 (…) Dans ce climat de la menace croissante d'une nouvelle guerre, du refus des puissances occidentales d'accepter les mesures maintes fois proposées par l'Union Soviétique pour mettre à la raison le fascisme et organiser la sécurité collective, le pays des Soviets fut contraint de tendre toutes ses forces pour consolider sa défense, pour combattre les manœuvres de l'encerclement capitaliste hostile. Le Parti devait éduquer tout le peuple dans un esprit de constante vigilance en le mobilisant contre l'ennemi extérieur. Les manœuvres de la réaction internationale étaient d'autant plus dangereuses qu'une lutte de classe acharnée se poursuivait depuis longtemps à l'intérieur du pays et qu'il s'agissait de savoir : « qui l'emportera ? ». Après la mort de Lénine, on vit s'intensifier, au sein du Parti, des tendances ennemies : trotskistes, opportunistes de droite, nationalistes bourgeois, qui repoussaient la théorie léniniste sur la possibilité de la victoire du socialisme dans un seul pays, ce qui aurait abouti, en fait, à la restauration du capitalisme en URSS. Le Parti engagea une lutte impitoyable contre ces ennemis du léninisme. En réalisant les préceptes léninistes, le Parti communiste s'orienta vers l'industrialisation socialiste du pays, la collectivisation de l'agriculture et la mise en œuvre de la révolution culturelle. Le peuple soviétique et le Parti communiste durent vaincre des obstacles et des difficultés incroyables dans l'accomplissement de ces tâches grandioses, en vue d'édifier la société socialiste dans un seul pays pris à part. Notre pays devait liquider son retard séculaire, transformer toute son économie nationale sur des bases nouvelles, socialistes, en une période historique très courte, sans aucune aide économique de l'extérieur. Cette situation internationale et intérieure complexe nécessitait une discipline de fer, une élévation inlassable de la vigilance, la centralisation la plus rigoureuse de la direction, ce qui ne pouvait pas ne pas influencer négativement le développement de certaines formes démocratiques. (…) Mais déjà à l'époque, le Parti et le peuple considéraient ces restrictions comme temporaires, comme devant être éliminées à mesure que l'État soviétique se renforcerait et que les forces de démocratie et de socialisme se développeraient dans le monde. »

— Décision du Comité central du PCUS… doc.cit.
Le PCUS, en présentant sa vision de l'histoire soviétique, propose un certain nombre de clefs pour la compréhension du phénomène stalinien ; celui-ci s'inscrit, de toute évidence, dans l'histoire spécifique de l'URSS, et ses explications causales sont, dans le texte que nous venons de citer, avancées :
1. L'URSS est la première expérience de concrétisation (de « confrontation sur la pratique ») des théories marxistes ; les bolcheviks ne pouvaient qu'expérimenter - et on se trompe toujours lorsqu'on expérimente.
2. Pendant plus d'un quart de siècle, l'URSS a été le seul État socialiste au monde, « une forteresse assiégées au milieu de l'encerclement capitaliste ».
3. Les puissances occidentales ont refusé de normaliser leurs relations avec l'URSS et contraint le PCUS à « éduquer tout le peuple dans un esprit de constante vigilance », ce qui ne favorise guère la démocratisation du système.
4. Une « lutte de classe acharnée » se poursuivait en URSS, et il fallut user de tous les moyens pour l'emporter sur les « ennemis du socialisme ».
5. Il fallut, après l'échec du mouvement révolutionnaire en Europe occidentale, s'atteler à la réalisation du socialisme dans un seul pays, alors que les fondateurs du mouvement ouvrier attendaient une généralisation de la révolution socialiste à tout le continent.
6. L'URSS dut enfin « liquider le retard séculaire de la Russie » (et des autres Républiques soviétiques) et transformer toute son économie à marche forcée : industrialisation, collectivisation de l'agriculture…

Ainsi s'expliquerait, selon le Comité central du PCUS (dans sa composition de 1956, plus tout à fait stalinienne, pas encore réellement post-stalinienne) l'émergence du « culte de la personnalité » ; encore cet « aspect négatif » est-il plus que largement compensé par des aspects « positifs » (ce qui contribue d'ailleurs à « innocenter » le PC et le système des « aspects négatifs » de leur histoire, pour leur attribuer le mérite des « aspects positifs » :

« La victoire du socialisme dans notre pays, objet d'un encerclement hostile et sous la menace constante d'une agression extérieure, a été un exploit d'une importance historique fondamentale, accompli par le peuple soviétique. (…) L'exemple de l'URSS a concrètement prouvé aux travailleurs du monde entier que les ouvriers et les paysans, ayant pris le pouvoir en main, peuvent édifier et développer avec succès, sans les capitalistes et les gros propriétaires fonciers, leur État socialiste, qui exprime et défend les intérêts des larges masses populaires. Tout cela a joué un énorme rôle inspirateur pour accroître l'influence des partis communistes et ouvriers dans tous les pays du monde. »

— Décision du Comité central du PCUS…, doc. cit.
Rendu possible par le contexte (intérieur et international) précédemment décrit, le stalinisme (le « culte de la personnalité » de Staline) relève finalement d'une culpabilité individuelle : celle de Staline lui-même ; encore Staline a-t-il joué un rôle « globalement positif » (pour reprendre une expression ultérieure) dans les premières années de son règne :

« Occupant pendant une longue période de temps le poste de secrétaire général du C.C. du Parti, J.V. Staline a lutté activement, avec d'autres dirigeants, pour appliquer les préceptes léninistes. Il était dévoué au marxisme-léninisme en tant que théoricien et grand organisateur. Il a dirigé la lutte du parti contre les trotskistes, les opportunistes de droite, les nationalistes bourgeois, contre les manœuvres de l'encerclement capitaliste. Staline a acquis une grande autorité et une popularité dans cette lutte politique et idéologique. Cependant, on commença à lier à son nom toutes nos grandes victoires, ce qui était une erreur. Les succès remportés par le Parti communiste et le pays des Soviets, la glorification de son nom lui tournèrent la tête. C'est dans cette situation que le culte de Staline commença à se former progressivement. Le développement de ce culte fut favorisé, dans une mesure considérable, par certains traits individuels de J.V. Staline, dont le caractère négatif avait déjà été indiqué par V.I. Lénine. À la fin de 1922, V. Lénine adressait au congrès du parti une lettre qui disait : « Le camarade Staline devenu secrétaire général a concentré dans ses mains un pouvoir illimité, et je ne suis pas sûr qu'il saura toujours s'en servir avec assez de prudence. (…) Staline est trop brutal, et ce défaut tout à fait tolérable entre nous, communistes, devient intolérable au poste de secrétaire général. C'est pourquoi je propose aux camarades d'examiner le moyen de déplacer Staline de ce poste et de nommer quelqu'un d'autre, qui aurait sur le camarade Staline cette seule supériorité d'être plus tolérant, plus loyal, plus poli, (…) moins capricieux, etc.» (…) Maintenu au poste de secrétaire général du Comité central, Staline tint compte des remarques critiques de Vladimir Illitch dans la première période après la mort de celui-ci. Cependant, par la suite, Staline qui avait surestimé immensément ses mérites, crut en sa propre infaillibilité. Certaines restrictions de la démocratie du parti et de la démocratie soviétique, inévitables dans les conditions de la lutte acharnée contre l'ennemi de classe et ses agents, puis plus tard dans les conditions de la guerre contre les envahisseurs fascistes allemands, Staline commença à les introduire comme règle dans la vie du parti et de l'État, violant grossièrement les principes léninistes de direction. (…) Staline se trouvait, en fait, hors de la critique. La formule erronée de Staline, selon laquelle à mesure que l'Union Soviétique progresse vers le socialisme la lutte de classe s'aggravera davantage, a causé un grand préjudice à la cause de la construction socialiste, au développement de la démocratie à l'intérieur du parti et de l'État. (…) Cette formule théorique erronée servit, en pratique, pour justifier les violations les plus grossières de la légalité socialiste et la répression de masse. C'est justement dans ces conditions qu'était créée notamment une situation particulière pour les organismes de la sécurité d'État (…) au contrôle de ces organismes par le parti et le gouvernement se substitua progressivement le contrôle personnel de Staline, et (l')administration habituelle de la justice fut souvent remplacée par ses décisions personnelles. La situation se compliqua encore davantage lorsque la bande criminelle de Beria, agent de l'impérialisme international, se trouva placée à la tête des organismes de la sécurité d'État. La légalité soviétique fut gravement violée et des répressions en masse furent déchaînées. Nombre de communistes et de Soviétiques sans-parti honnêtes ont été calomniés et ont souffert, sans l'avoir mérité, par suite des manœuvres des ennemis. »

— Décision du Comité central du PCUS… doc. cit.
Réécrivant l'histoire, passant sous silence les premières grandes répressions de masse (bien antérieures à la période où Staline est supposé avoir commencé (tout seul) à croire « en sa propre infaillibilité »), réduisant le stalinisme à la mégalomanie de Staline et aux crimes de Beria (mais pas de ses prédécesseurs à la tête des « organes de sécurité »), le Comité central ne peut pas éviter de répondre à la question : mais que fit le parti pour combattre la « déviation stalinienne » et ses « violations de la légalité socialiste », dès lors qu'il est posé comme une évidence que le parti restait composé (à quelques « agents de l'impérialisme » près) de communistes fidèles au marxisme-léninisme, et que le système soviétique (le léninisme, précisément) ne porte aucune responsabilité, et à plus forte raison aucune culpabilité, dans sa régression stalinienne. Réponse du Comité central et du XXe congrès :

« Au sein du Comité central du Parti il a existé un noyau léniniste de dirigeants qui comprenaient avec justesse les besoins venus à maturité (…). On ne peut dire qu'une résistance n'a pas été opposée aux phénomènes négatifs qui étaient liés au culte de la personnalité et qui freinaient la progression du socialiste. Bien plus, il y a eu des périodes, par exemple pendant la guerre, où les actes personnels de Staline ont été sensiblement limités, où les conséquences négatives des actes illégaux ou arbitraires, etc. ont été sensiblement atténuées. (…) Après la victoire, les conséquences négatives du culte de la personnalité se sont de nouveau amplifiées. Le noyau léniniste du Comité central, dès la mort de Staline, a engagé résolument une lutte contre le culte de la personnalité et ses graves conséquences. On peut se demander pourquoi ces personnes ne se sont pas dressées ouvertement contre Staline et ne (l'ont) pas écarté de la direction ? Dans les conditions données, cela était irréalisable. (…) les Soviétiques voyaient en Staline un homme qui défend toujours l'URSS contre les manœuvres de l'ennemi, qui lutte pour la cause du socialisme. Il se servait parfois dans cette lutte de méthodes indignes, violait les principes et les règles léninistes de la vie du Parti. (…) tout cela entravait en même temps la lutte contre les actes illégaux commis alors, car les succès de la construction du socialisme, du renforcement de l'URSS dans la situation créée par le culte de la personnalité, étaient attribués à Staline. Toute prise de position contre lui n'aurait pas été comprise par le peuple (…) quiconque se serait prononcé, dans ces conditions, contre Staline n'aurait pas été soutenu par le peuple. Bien plus, une telle prise de position aurait été appréciée, dans cette situation, comme une opposition à la cause de la construction du socialisme. (…) les succès que remportaient les travailleurs de l'Union Soviétique sous la direction de leur parti communiste remplissaient chaque Soviétique d'une légitime fierté et créaient une atmosphère telle que certaines insuffisances et erreurs semblaient moins graves en comparaison des immenses succès remportés, (…) nombre de faits et d'actes erronés de Staline, surtout en ce qui concerne la violation de la légalité soviétique, n'ont été connus que ces derniers temps, seulement après sa mort, surtout après que la bande de Beria a été démasquée. »

— Décision du Comité central du PCUS…, doc. cit.
Le XXe Congrès laisse planer un immense et cruel doute sur le système soviétique lui-même : un système qui a pu ainsi dégénérer peut-il encore être considéré comme socialiste ? La dénonciation du culte a précisément pour fonction de donner à cette question une réponse favorable : oui, l'Union Soviétique est un État socialiste (et qui plus est, « en marche vers le communisme », mais plus « à toute vapeur et dans la boue … ») ; non, il n'y a pas eu de « recul historique » ; non, le stalinisme n'a pas été le « Thermidor » contre-révolutionnaire dénoncé par les trotskistes, ni la conséquence logique du léninisme, exposé par les libertaires et les sociaux-démocrates. Bref, il s'agit d'un « accident de parcours » imputable à un mégalomane (Staline) et à un criminel (Beria) :

« Ce serait une grossière erreur de tirer de l'existence dans le passé du culte de la personnalité la conclusion que des changements se seraient produits dans le régime social de l'URSS, ou de rechercher la source de ce culte dans la nature du régime social soviétique. (…) Le culte de Staline (…) ne pouvait changer et (n'a) pas changé la nature de notre régime social. Aucun culte de la personnalité ne pouvait changer la nature de l'État socialiste fondé sur la propriété sociale des moyens de production, l'alliance de la classe ouvrière avec la paysannerie et l'amitié des peuples, bien que ce culte ait porté un sérieux préjudice au développement de la démocratie socialiste, à l'essor de l'initiative créatrice de millions d'hommes. Penser qu'une personnalité isolée, même aussi importante que Staline, ait pu changer notre régime social et politique signifie entrer en contradiction profonde avec les faits, avec le marxisme, avec la vérité, tomber dans l'idéalisme. Cela signifierait attribuer à une personnalité des forces incroyables, surnaturelles, comme la possibilité de changer (…) un régime social dans lequel les millions de travailleurs sont la force décisive. (…) dans notre pays, à la suite de la Révolution d'Octobre et de la victoire du socialisme, le mode de production socialiste s'est établi (et) depuis près de 40 ans, le pouvoir se trouve aux mains de la classe ouvrière et de la paysannerie. (…) le culte de la personnalité a eu pour conséquence certaines erreurs sérieuses dans la direction des diverses branches de l'activité du Parti et de l'État soviétique (…). On peut en particulier citer les erreurs sérieuses commises par Staline dans la direction de l'agriculture, dans l'organisation de la préparation du pays en vue de riposter aux envahisseurs fascistes, l'arbitraire grossier qui a abouti au conflit dans les relations avec la Yougoslavie dans l'après-guerre. Ces erreurs ont porté préjudice au développement de divers aspects de la vie de l'État soviétique, ont freiné (…) le développement de la société soviétique, mais, naturellement (sic), ne l'ont pas détourné de la voie juste du développement vers le communisme. Nos ennemis affirment que le culte de Staline n'aurait pas été engendré par des conditions historiques déterminées qui appartiennent déjà au passé, mais par le système soviétique lui-même, par le fait qu'à leur avis, il ne serait pas démocratique, etc. De telles affirmations calomnieuses sont réfutées par toute l'histoire du développement de l'État soviétique. Les Soviets, en tant que nouvelle forme démocratique du pouvoir d'État, ont surgi comme le résultat de la création révolutionnaire des larges masses populaires dressées dans la lutte pour la liberté. Ils ont été et ils restent les organes du véritable pouvoir du peuple. (…) Lorsque, dans notre pays, les dernières classes exploiteuses eurent été liquidées, lorsque le socialisme fut devenu le système dominant dans toute l'économie nationale et que la situation internationale de notre pays eut radicalement changé, le cadre de la démocratie soviétique s'est incommensurablement élargi et il continue de s'élargir. À la différence de toute démocratie bourgeoise, la démocratie soviétique ne se contente pas de proclamer, mais assure matériellement à tous les membres de la société, sans exception, le droit au travail, à l'instruction et au repos, à la participation aux affaires de l'État, la liberté de parole, de presse, la liberté de conscience, ainsi que la possibilité réelle de développer librement leurs conquêtes personnelles et (…) tous les autres droits et libertés démocratiques. le sens de la démocratie ne réside pas dans ses aspects formels, mais dans la question de savoir si le pouvoir politique sert et reflète en réalité la volonté et les intérêts fondamentaux de la majorité du peuple, les intérêts des travailleurs. (…) Malgré le culte de la personnalité et en dépit de ce culte, la puissante initiative des masses populaires dirigées par le Parti communiste, initiative engendrée par notre régime, accomplissait sa grande œuvre historique. »

— Décision du Comité central du PCUS (…), doc. cit.
Voilà donc le stalinisme théorisé par ses héritiers, et l' « accident de parcours » du culte balisé : Staline, ni le stalinisme, n'a pas changé le régime social et politique de l'URSS, ni n'en a été le produit. Ni facteur de changement du système, ni engendré par ce système, le Petit Père des Peuples se retrouve hors l'Histoire… Et le Comité central du PCUS de réfuter, ou d'ignorer, toutes les analyses du stalinisme qui mettent en avant sa relation au léninisme : ignorée, la dénonciation par Rosa Luxemburg du « substituisme » (le Parti se substitue à la classe ouvrière, la direction du Parti se substitue au Parti, le chef de la direction se substitue à la direction ; ignorée, la dénonciation par Trotski de la bureaucratisation du système soviétique (Staline est d'ailleurs toujours hautement félicité par les khrouchtchéviens d'avoir mené la lutte contre Trotski, qui persistait à considérer le régime de l'URSS comme fondamentalement socialiste -quoique dégénéré) ; ignorées la dénonciation par les libertaires de l'étatisme et de l'autoritarisme léninistes, dont le stalinisme ne serait que l'avatar caricatural, et la dénonciation par les sociaux-démocrates du mépris léniniste et stalinien des droits et des libertés démocratiques, mépris dont, pour les sociaux-démocrates, le stalinisme est le conséquence. Pour le Comité central du PCUS, l'URSS était (même sous Staline), est et demeure un État socialiste ; le stalinisme, c'était donc encore du socialisme. Le mode de production collectiviste d'État instauré dès la parenthèse de la NEP fermée est ici travesti en mode de production « socialiste », fondé sur « la propriété sociale des moyens de production ».
Pour le XXe Congrès, le culte ne remet rien en cause des fondements du système soviétique -et sa dénonciation renforce ce système et en accroît la crédibilité. C'est sur le ton du triomphe que le Comité central évalue l'impact du congrès :

« Le fait que le Parti lui-même ait hardiment et ouvertement posé la question de la liquidation du « culte de la personnalité », la question des erreurs inadmissibles commises par Staline, est une preuve convaincante que le Parti monte fermement la garde du léninisme, de la cause du socialisme et du communisme, du respect de la légalité socialiste et des intérêts des peuples, de la garantie des droits des citoyens soviétiques. (…) La condamnation par notre parti du culte de J.V. Staline et des conséquences de ce culte a été approuvée et a eu un large retentissement dans tous les partis communistes et ouvriers frères. (…) Les communistes des pays étrangers considèrent la lutte contre le « culte de la personnalité » et ses conséquences commune lutte pour la pureté des principes du marxisme-léninisme, (…) pour la consolidation et le développement des principes de l'internationalisme prolétarien. En même temps, (…) on ne donne pas toujours une juste interprétation des causes qui (ont) engendré (le « culte de la personnalité ») et de ses conséquences pour notre régime social. Ainsi, la riche et intéressante interview donnée par le camarade Togliatti à la revue Nuovi Argomenti, contient, à côté de nombreuses conclusions très importantes et très justes, des appréciations erronées. En particulier, on ne peut pas être d'accord avec la question posée par le camarade Togliatti, à savoir : la société soviétique n'est-elle pas arrivée « à certaines formes de dégénérescence ? » (…) L'apparition de cette question est d'autant plus incompréhensible que, dans un autre passage de son interview, le camarade Togliatti dit de façon très juste : « Il faut tirer la conclusion que l'essence du régime socialiste n'a pas été altérée, (…) qu'en dépit de tout, cette société a conservé son caractère démocratique fondamental ». (…) Approuvant unanimement <si> les décisions du XXe Congrès du P.C.U.S., qui condamnent le « culte de la personnalité », les communistes, tous les Soviétiques, les considèrent comme un témoignage de la force grandie de notre Parti, de son esprit de principe léniniste, de son unité et de sa cohésion. (…) Que les idéologues bourgeois composent leurs fables sur la « crise » du communisme, sur la « confusion » dans les rangs des partis communistes. Nous avons l'habitude d'entendre de semblables objurgations des ennemis. Leurs prévisions se sont toujours évanouies comme des bulles de savon. Ces prophètes malchanceux apparaissaient et disparaissaient, mais le mouvement communiste, les idées immortelles et vivifiantes du marxisme-léninisme, triomphaient et triomphent. Il continuera d'en être ainsi à l'avenir. Il n'est pas d'attaque haineuse et calomnieuse de nos ennemis qui puisse arrêter la marche irrésistible du développement historique de l'humanité vers le communisme. »

— Décision du Comité central du PCUS (…), doc. cit.
Le « tournant » khrouchtchévien ainsi justifié, et le stalinisme dénoncé après avoir été réduit au « culte de la personnalité » de Staline (sur le stalinisme, on se réfèrera plus avantageusement à Soljenitsyne, Medvedev, Zinoviev, Souvarine ou Trotski qu'à Khrouchtchev), restait à indiquer aux partis frères la ligne à suivre - le Cominform étant entré en une agonie accompagnée de fort peu d'affliction. La direction soviétique va s'y employer, et s'employer surtout (par les actes plus encore que par les mots) à démentir toute idée et tout espoir d'assouplissement de sa tutelle, sinon sur les partis communistes occidentaux, du moins et en tous cas sur les États satellites (la Chine étant un trop gros morceau pour qu'une tutelle sur elle soit envisageable, et l'Albanie étant quantité négligeable) :

« Dans les nouvelles conditions historiques, les organisations internationales de la classe ouvrière, comme le Komintern et le Kominform, ont cessé leur activité. Mais il n'en découle nullement que la solidarité internationale et la nécessité des contacts entre les partis frères, qui se placent sur les positions du marxisme-léninisme, ont perdu leur importance. À l'heure actuelle, alors que les forces du socialisme et l'importance des idées du socialisme dans le monde entier ont incommensurablement grandi, au moment où apparaissent des voies originales menant au socialisme dans les différents pays, les partis marxistes de la classe ouvrière doivent, naturellement, conserver et consolider leur unité idéologique et leur solidarité internationale (…). Les partis communistes sont unis par le grand objectif de libérer la classe ouvrière du joug du capital, ils sont liés en un tout par la fidélité à l'idéologie scientifique du marxisme-léninisme et à l'esprit de l'internationalisme prolétarien, par le dévouement sans réserve aux intérêts des masses populaires. Dans les conditions actuelles, tous les partis communistes partent, dans leur activité, des particularités nationales et des conditions de chaque pays, en exprimant avec la plus grande plénitude les intérêts nationaux de leur peuple. En même temps, ayant conscience que la lutte pour les intérêts de la classe ouvrière, pour la paix et l'indépendance nationale de leur pays est aussi l'affaire de l'ensemble du prolétariat international, ils s'unissent et consolident les liens et la coopération entre eux. »

— Décision du Comité central du PCUS (…) doc. cit.
Polycentrisme du mouvement communiste international, donc, mais polycentrisme largement tempéré par un rappel à la dogmatique marxiste-léniniste. Et pour ceux qui n'auraient pas bien saisi la substantifique moelle sise au cœur de cette langue de bois, le Comité central du PCUS met les points sur les i de « solidarité internationale » :

« L'unité idéologique et la solidarité fraternelle des partis marxistes de la classe ouvrière des différents pays sont d'autant plus nécessaires que les monopoles capitalistes créent leurs unions et blocs agressifs internationaux, comme l'OTAN, l'OTASE, le pacte de Bagdad, qui sont orientés contre les peuples épris de paix, contre le mouvement de libération nationale, contre la classe ouvrière et les intérêts vitaux des travailleurs. (…) Nous devons apprécier ce fait avec sang-froid et en tirer les conclusions appropriées. Il est clair, par exemple, que les actions antipopulaires de Poznań ont été financées par cette source. Mais les provocateurs et agents de diversion, payés avec l'argent d'outre-océan, n'ont eu du courage que pour quelques heures Les travailleurs de Poznan ont riposté aux menées et provocations ennemies. Les plans des ténébreux chevaliers de « sape et de poignard » ont échoué, leur infâme provocation contre le pouvoir populaire de Pologne a avorté. Ainsi échoueront à l'avenir également, les activités subversives dans les pays de démocratie populaire, bien qu'elles soient grassement payées avec les sommes assignées par les monopoles américains. »

— Décision du Comité central du PCUS (…), doc. cit.
Ayant pris la décision de rompre avec les apparences, et quelques-unes des réalités, du stalinisme, les Soviétiques vont devoir gérer les conséquences de cette décision ; comme on le verra avec les « évènements » de Hongrie, ils le feront en usant des moyens même du stalinisme, partout où ils le pourront, chaque fois qu'ils le pourront. Mais l'ébranlement suscité au sein du « monde communiste » par le XXe Congrès est considérable - même si la remise en cause du stalinisme fut partielle, prudente, contradictoire, et fort insatisfaisante du point de vue théorique. Il faut ici replacer cet ébranlement dans le contexte des trois années qui suivirent la mort du Chef, puisque aussi bien le XXe Congrès n'est que le terme (provisoire) d'une évolution entamée dès mars 1953.
Le 6 mars 1953, l'Agence Tass annonçait la mort de Staline ; le même jour, elle annonçait aussi les décisions prises par la direction soviétique (Comité central, Conseil des ministres, Présidium du Soviet suprême) « pour garantir la direction juste et sans heurt de toute la vie de la nation », cela avec « la plus grande cohésion de la direction, l'évitement de tout désarroi et de toute panique ». Il n'y aura pas d'interrègne : Malenkov est placé à la tête du gouvernement (Staline avait facilité son ascension en éliminant tous ses concurrents potentiels (Jdanov, Molotov, Boulganine, Vorochilov) et en écartant, en la personne de Joukov, la menace d'une « tutelle » militaire). Cela étant, Malenkov n'héritera que d'une parcelle du pouvoir de Staline ; celui-ci était Secrétaire général du parti, Premier ministre du gouvernement, généralissime de l'Armée rouge et maître, par Beria interposé, de l'appareil policier, Malenkov, lui, dut abandonner le secrétariat du parti à Khrouchtchev, accepter (dans un premier temps, fort bref) la pérennité de Beria, le retour de Vorochilov (placé à la présidence du Soviet suprême) et de Molotov (à nouveau ministre des Affaires étrangères), et la reprise en main de l'armée par Joukov et Boulganine :
« Ces importants changements communiqués au public quelques heures après la mort de Staline prouvent qu'avant la mort du dictateur, sans lui et contre lui, un groupe de ses anciens collaborateurs avaient décidé et préparé ce tournant. Il est en effet impossible que le Comité central du parti, le Conseil des ministres et le Présidium du Soviet suprême dont les membres n'étaient pas tous à Moscou aient eu le temps de se réunir, de délibérer et d'improviser de telles modifications. »
(J. Humbert-Droz, op. cit., p. 5)
Le « tournant » va être rendu plus évident encore dans les semaines qui suivirent la désignation de la nouvelle direction soviétique, par une modification de cette direction elle-même ; modification à vrai dire nécessaire, si l'on voulait manifester un véritable changement d'orientation politique : Malenkov et Beria étaient en effet, plus évidemment que d'autres, des « créatures de Staline », et les cadres du parti et de l'État étaient eux aussi les produits de l'ère stalinienne. Il fallait donc bien qu'au sommet du pouvoir, à défaut d'être en mesure de le faire à tous ses échelons, une purge intervînt - d'autant que la majorité des membres du Présidium du parti et du gouvernement avaient toutes les raisons de se défaire des plus encombrants des staliniens : dans son rapport au XXe Congrès, Khrouchtchev affirme que « Staline avait de toute évidence le dessein d'en finir avec tous les anciens membres du Bureau politique » (cité par Jules Humbert-Droz, op. cit., p. 5). Commentaire d'Humbert-Droz (ibid.) : « ce sont les chefs que Staline avait désignés pour être les victimes de la prochaine grande épuration qui ont créé dès sa mort les conditions nécessaires à la liquidation du stalinisme ».
Le 28 mars, une amnistie est décrétée, qui libère des centaines de milliers de personnes (jusqu'à 10 ou 15 millions, estime même Humbert-Droz) des prisons et des camps ; l'amnistie s'appliquait à tous les condamnés à des peines de moins de cinq ans de prison ou de camp de travail (dont, évidemment, tous les condamnés de droit commun), à tous les condamnés pour « délits administratifs, économiques ou militaires » (ceux-là étaient, majoritairement, des « politiques »), aux femmes ayant des enfants de moins de 10 ans et aux femmes enceintes, aux hommes âgées de plus de 55 ans et aux malades. Le 4 avril, les médecins juifs accusés de complot contre la vie des hiérarques staliniens étaient libérés, puis réhabilités ; les méthodes policières utilisées contre eux étaient condamnées - et avec elles, les méthodes en vigueur sous le stalinisme, et dont le régime usa contre toutes ses victimes : « Seuls des gens ayant perdu leur visage soviétique et leur dignité humaine ont pu procéder à l'emprisonnement illégal de citoyens soviétiques, de représentants éminents de la médecine soviétique, à la falsification directe de l'instruction et à la violation criminelle de leurs devoirs civiques. » (Pravda du 6 avril 1953).
L'attaque contre Beria se fit frontale : on se mit à dénoncer publiquement l'arbitraire et l'illégalité des pratiques des « organes » (sans, évidemment, préciser que ces pratiques duraient depuis plus de trente ans), l'antisémitisme et les exécutions sans jugement. Le 10 juillet, Beria est arrêté. Expéditivement jugé (il était condamné d'avance), il est non moins expéditivement exécuté, et on proclama haut et fort que le gouvernement et le parti avaient repris le contrôle de la police (y compris de la police politique). Malenkov dura encore un an et demi, et fut destitué le 8 février 1955 par le Soviet suprême (Boulganine lui succéda au poste de Premier ministre, et Joukov à Boulganine à la tête du ministère de la Défense).
Trente années de stalinisme ne s'effacent pas facilement, et l'on peut même douter que les « khrouchtchéviens » aient eu réellement l'intention de tout effacer du stalinisme, d'où ils étaient tous issus : c'est au système lui-même qu'ils auraient alors dû s'attaquer, à sa structuration politique (au parti unique, au « centralisme démocratique »), à son appareil policier, à son appareil économique (à la planification centralisée, à la collectivisation de l'agriculture, au primat de l'industrie lourde), à sa politique extérieure, et à son idéologie. La rupture ne fut de loin pas telle ; la mort de Staline, et les premières décisions prises à sa suite, suscitèrent toutefois « un profond désarroi dans les masses populaires » (Humbert-Droz, op. cit., p. 10) et au sein du mouvement communiste international tout entier (comme s'il avait voulu croire que, omniprésent, omnipotent et omniscient, Staline était de surcroît immortel). Le communiqué annonçant aux Soviétiques et au monde la mort du Chef exhortait les premiers à « éviter tout désarroi et toute panique » ; c'est dire que désarroi il y avait, et que panique l'on craignait qu'il y eût.
Ce n'est toutefois pas tant le vide laissé par la disparition de Staline que l'immensité de la tâche à accomplir pour construire une nouvelle puissance soviétique qui avait de quoi « paniquer », non le peuple, mais les nouveaux dirigeants de l'URSS. Ainsi, dans le domaine agricole, tout ou presque était à refaire, si l'on en croit le rapport présenté par Khrouchtchev au Comité central, le 3 septembre 1953 : en 25 ans (1928-1953), le cheptel bovin de l'URSS est passé de 67 millions à 57 millions de têtes, et sur ces 10 millions de bovins perdus, neuf étaient des vaches laitières ; la production laitière a donc chuté en volume, mais également en termes de rendement annuel moyen par vache ; la production de beurre en Sibérie était plus basse en 1952 que sous le tsarisme ; les cultures de légumes ont reculé de 250 000 hectares de 1940 à 1952… Khrouchtchev expliquera bien au XXe Congrès que Staline ignorait la réalité agricole et s'en tenait aux films de propagande « destinés à bourrer le crâne aux communistes » (Humbert-Droz), mais c'est bien la ligne politique suivie depuis la collectivisation de l'agriculture qui devait (ou aurait dû) être mise en cause. Il en alla de même dans tous les domaines, et notamment dans celui de la politique extérieure.
Comme le relève Humbert-Droz, la nouvelle direction soviétique opéra en politique étrangère « un tournant dans le but d'obtenir une détente de la situation internationale » (ibid.), autrement dit un répit indispensable à la consolidation de sa maîtrise sur la politique intérieure (le même impératif s'imposant d'ailleurs trente ans plus tard au réformisme gorbatchévien). Après la signature de l'armistice coréen, la « détente » s'accentua, scandée par des conférences internationales : armistice, encore en Indochine ; traité d'État avec l'Autriche ; remise à la Finlande et à la Chine des bases soviétiques sises sur leurs territoires ; normalisation des relations diplomatiques avec Israël, la Grèce et la Yougoslavie (et réconciliation avec Tito) ; proclamation du principe de la coexistence pacifique ; changement d'attitude à l'ONU ; engagements en matière de désarmement et démobilisation partielle de l'Àrmée Rouge… Un nouveau cours international semble s'instaurer, avant même que le XXe Congrès ne vienne sanctionner de manière éclatante - même si elle ne fut que partielle - la remise en cause des décennies staliniennes.
Le XXe Congrès ne fut donc pas ce tournant décisif en quoi on le voulut parfois transformer ; il fut un moment de confirmation et d'amplification d'un « tournant » déjà opéré précédemment, et auquel il tenta de donner de plus amples justifications théoriques et politiques. Il y réussit si bien que l'on peut lire sous la plume de Jules Humbert-Droz que Khrouchtchev, dans son « rapport secret », donna sur les crimes de Staline et de ses complices « des détails qui dépassent en horreur toutes les accusations que les diverses oppositions avaient portées contre lui » (Jules Humbert-Droz, op. cit., p. 11), ce qui est pour le moins excessif et suggère qu'on n'ait jamais rien lu ni de Boris Souvarine, ni d'Arthur Koestler (pour ne citer qu'eux).
À défaut de rompre réellement avec le stalinisme, et faute sans doute de pouvoir le faire sans rompre avec les soubassements même du système soviétique, le XXe Congrès suscite donc un formidable « choc psychologique » : c'était là, sans doute, son objectif - celui des « khrouchtchéviens », dont la plupart avaient été staliniens et dont certains participèrent quelques années plus tard à l'éviction de Khrouchtchev au profit des « néo-staliniens » de la direction brejnévienne (Léonid Brejnev lui-même, mais aussi Mikhaïl Souslov, Andreï Andreïevitch Gromyko, etc.). Que la direction soviétique elle-même se mette à dénoncer les « crimes de Staline » secoua le mouvement communiste tout entier, et, au-delà, l'opinion publique de gauche. Pourtant, contrairement à ce que croit pouvoir écrire Humbert-Droz, cette dénonciation fut bien plus ténue, partielle et prudente que celles, nombreuses, produites depuis 1918 par les « diverses oppositions » : la droite anticommuniste, mais aussi les anarchistes, les sociaux-démocrates, les trotskistes, les nationalistes de gauche (mencheviks en Géorgie, Dashnaks en Arménie…). L'aspect « médiatique » du XXe Congrès aurait d'ailleurs pu être renforcé par la réhabilitation des victimes du stalinisme, si les nouveaux dirigeants soviétiques avaient eu l'audace de s'y livrer :
« La réhabilitation de tous les vieux bolcheviks accusés des crimes les plus invraisemblables devrait être la conséquence logique des révélations sensationnelles de Khrouchtchev sur l'assassinat de Kirov. On ne comprend pas que les milliers d'officiers de l'Armée rouge assassinés après le procès du maréchal Tourachevsky et les communistes des États satellites fusillés ou pendus après la Seconde Guerre mondiale aient été en grande majorité réhabilités et que la mémoire des artisans de la révolution russe qui furent, pendant les années les plus difficiles, les collaborateurs dévoués et les amis fidèles de Lénine restent entachés d'accusations criminelles basées sur une odieuse provocation policière. »
(Jules Humbert-Droz, op. cit., p. 12)
À tous ces communistes sentant sous leurs pieds leur monde politique s'affaisser, le XXe Congrès ôta encore quelques points d'appui en révisant nombre de dogmes du mouvement international : les théories « staliniennes » (encore que Staline n'eut pas grande difficulté à les appuyer sur quelques extraits choisis de Lénine) de l'inéluctabilité de la guerre entre les États capitalistes et le/les États(s) socialiste(s), de l'aggravation de la lutte des classes après la prise du pouvoir par le prolétariat (l'abandon de cette thèse fut durement reproché aux Soviétiques par les Chinois), de la crise générale du capitalisme (aussi inéluctable que la guerre - et y menant non moins inéluctablement), de la voie unique vers le socialisme et enfin de la nécessité de l'unité organique de la classe ouvrière, c'est-à-dire du parti ouvrier unique (fondé sur le « socialisme scientifique » marxiste-léniniste).
Sur tous ces points, le XXe Congrès procède à des révisions déchirantes. Au caractère inéluctable de la guerre entre États capitalistes et États socialistes (au pluriel depuis la fin de la Seconde Guerre mondiale), on va désormais opposer la coexistence pacifique entre systèmes concurrents, mais non plus adversaires. À la théorie de l'aggravation de la lutte des classes après la prise du pouvoir central d'État par le prolétariat (c'est-à-dire par le PC), on va substituer la proclamation de l'État soviétique comme « État du peuple entier » (il est vrai que toute opposition a été détruite et que la collectivisation forcée de l'agriculture, de l'industrie et des échanges a privé de toute « base de classe » d'éventuelles forces de contestation politique du système stalinien et post-stalinien). La crise générale du capitalisme, elle, n'est plus donnée pour inéluctable - ce qui rend crédible la proposition d'une collaboration (et d'une compétition) pacifique avec le capitalisme ; en même temps, l'on affirme une volonté de rompre avec l'« idéologisation » de la recherche scientifique et de la création culturelle, tirant ainsi un trait sur les aberrations intellectuelles des décennies précédentes (celles de Lyssenko, de Mitchourine, de Jdanov…).
Plus « perturbatrices » encore pour les communistes occidentaux, et plus provocatrices de débat pour les socialistes, furent les remises en cause de l'unicité de la voie au socialisme, de l'impossibilité d'une voie démocratique au socialiste, et de l'unité organique (au sein du parti unique) de la classe ouvrière. Le XXe Congrès, en effet, admit qu'il pût y avoir plusieurs maisons dans la demeure du Seigneur, plusieurs voies conduisant au socialisme, en fonction des caractéristiques nationales et des contextes spécifiques de chaque État. Le parcours russe n'était donc plus la voie obligée, et le développement historique, politique, économique et socioculturel de chaque pays devenait déterminant dans le choix des stratégies et des méthodes de conquête du pouvoir. C'était reconnaître la validité théorique de l'argumentation théorique « titiste », et affirmer à nouveau la nécessité de procéder à une « analyse concrète de la situation concrète ». En somme, c'était donc redevenir léniniste. Mais le principe léninien était en vérité destructeur des fondements de l'internationalisme léniniste :
« Il ne s'agit pas ici seulement de l'abandon d'un principe de Staline, mais de toute l'activité de l'Internationale communiste et du léninisme lui-même. La création de l'Internationale communiste et son activité avaient pour but d'appliquer l'expérience russe (…) aux autres pays et à leur mouvement ouvrier, de la leur imposer. Encore à la fin de la Seconde Guerre mondiale, lorsque certains chefs communistes des démocraties populaires tentèrent de faire de la démocratie populaire une méthode originale de conquête et d'exercice du pouvoir, sans dictature du prolétariat à la manière russe, Staline condamna cette tentative comme une dangereuse hérésie. »
(Jules Humbert-Droz, op. cit., p. 15)
Le PCUS admit même la légitimité d'une recherche du pouvoir par le moyen des élections et du parlementarisme - et donc du respect des institutions politiques « bourgeoises » et du pluralisme. Anastase Mikoyan : « Grâce au rapport des forces de classe et à la situation générale favorable dans le pays, la classe ouvrière acquiert la possibilité, en liaison avec la paysannerie et sous sa propre direction, d'unir la majorité du peuple et d'arriver au pouvoir pacifiquement, sans insurrection armée, sans guerre civile, en utilisant les institutions parlementaires existantes. » (cité par Jules Humbert Droz, op. cit., p. 16).
Certes, on fonctionne encore à partir de catégories héritées du léninisme (l'alliance ouvriers-paysans, la direction du peuple par la classe ouvrière), mais l'usage que l'on en fait aboutit à une révision de ce léninisme, ce que Chinois et Àlbanais comprirent parfaitement : l'épithète de « révisionnistes » accolée aux Soviétiques fut un constat avant que d'être une injure). Lénine reconnaissait bien une utilité à l'action parlementaire et à l'usage des moyens de la démocratie bourgeoise, mais une utilité limitée à l'agitation et à la propagande ; il ne pouvait être question de « cultiver l'illusion » d'une instauration du socialisme par ces moyens, il n'était question que d'en user pour « couvrir » une action révolutionnaire, une politique de rupture. Les communistes soviétiques semblent ainsi, en 1956, prendre en compte l'expérience du mouvement social-démocrate, et admettre qu'elle pût être de quelque utilité aux communistes occidentaux… » Mais combien de temps les communistes de Grande-Bretagne, de Scandinavie, de Belgique, d'Autriche et de Suisse emploieront-ils pour conquérir le pouvoir par l'action parlementaire ? », questionne ironiquement Jules Humbert-Droz (ibid.), qui se garde cependant bien de toute prédiction à propos de l'Italie ou de la France…
En même temps que cette reconnaissance de la valeur, au moins instrumentale, des traditions démocratiques « bourgeoises » occidentales pour la classe ouvrière, le PCUS va (re)faire une autre découverte dérangeante : celle de la nécessité de l'unité d'action avec les partis socialistes et les syndicats. C'est reconnaître aux autres courants historiques du mouvement ouvrier une légitimité que Lénine leur avait déniée ; c'est donc rompre avec la prétention communiste au monopole de la représentativité politique de la classe ouvrière, et c'est abandonner tout objectif d'unité organique de la classe ouvrière au sein des PC occidentaux et des syndicats à eux liés (il ne sera cependant jamais question, avant que sa faillite ne soit devenue évidente, d'abandonner en URSS le système du parti unique et du syndicat « courroie de transmission » : le pluralisme politique - et donc le multipartisme - et syndical ne refera surface, en tant que revendication d'abord, que sous Gorbatchev). En proposant (à nouveau) le « front populaire » en lieu et place du « front unique », les Soviétiques admirent qu'en Europe occidentale, « le pouvoir ne peut être conquis qu'en accord avec les partis socialistes et les syndicats libres » (Humbert-Droz, ibid.). Pour autant, les communistes ne renonceront pas à prendre la tête de ces « fronts » (le modèle des « démocraties populaires » aidant), ni à déterminer - en leur faveur - le contenu de cette unité :
« Les communistes tentent de nouveau par des manœuvres de front unique et de front populaire de collaborer avec le mouvement socialiste. Mais après les expériences faites par les partis socialistes de l'Est de l'Europe à la fin de la Seconde Guerre mondiale, il est peu probable que cette tactique de désagrégation et de destruction du mouvement socialiste ait quelque succès. Les partis socialistes sont sur leurs gardes. »
(Jules Humbert-Droz, ibid.)
Le mouvement socialiste, en effet, n'a pas oublié que, quelques années avant le « tournant » du XXe Congrès, les communistes occidentaux, dans la foulée de leurs camarades « centraux » et « orientaux », ne concevaient l'unité du mouvement ouvrier qu'en termes de disparition de son aile social-démocrate ; ainsi, Maurice Thorez, en 1952 : « Ce que nous voulons quand nous proposons le front unique, c'est éliminer complètement l'influence du Parti socialiste sur la classe ouvrière » ; et Palmiro Togliatti, en 1949 : « Le fait que la social-démocratie de droite (ait) cessé d'exister dans les pays de démocratie populaire doit être considéré comme une grande victoire de la cause de l'unité ». Thorez et Togliatti sont cités par Humbert-Droz, (op. cit., p. 17), qui ajoute perfidement : « le sort de Nicole, à Genève, est un exemple tragique et vivant des conséquences du front unique avec les chefs communistes » (dont le même Humbert-Droz oublie évidemment de préciser qu'il était, avant de revenir au bercail socialiste).
Le « révisionnisme khrouchtchévien » (pour parler chinois) eut donc pour effet de conforter les certitudes des socialistes ; c'est encore Humbert-Droz qui l'exprimera ici (avec d'autant plus de crédibilité qu'il aura, « tâté des deux églises » - ce qui est bien le moindre de l'œcuménisme de la part d'un ancien pasteur) :
« Les petits partis communistes sont partout un obstacle à l'évolution démocratique vers le socialisme. Par leur longue soumission aux directives de l'État russe, ils se sont placés eux-mêmes en dehors de la communauté nationale, et par leur surenchère démagogique, hors du mouvement ouvrier de leur pays. L'unité de la classe ouvrière ne peut se réaliser dans la plupart des pays occidentaux que par la dissolution des partis communistes (…) La perspective révolutionnaire de 1920, sur laquelle était basées les 21 conditions, est depuis longtemps disparue, mais la scission provoquée dans ces conditions est restée. Il est temps qu'elle soit liquidée. Le premier pas dans cette voie fut la dissolution du Kominform. Si la tactique de l'unité ouvrière est autre chose qu'une nouvelle manœuvre contre le socialiste démocratique, d'autres décisions devront suivre (…). ce serait donc une grave faute que de former maintenant dans nos pays occidentaux des « communautés d'action » ou des « fronts communs » avec les petits* partis communistes. La conséquence immédiate serait d'enrayer le mouvement amorcé et d'éveiller dans le mouvement communiste de nouveaux et faux espoirs qu'il sera possible de liquider les organisations socialistes et syndicales occidentales comme ce fut le cas dans l'Est de l'Europe. »
(Jules Humbert-Droz, op. cit., p. 17-18).
Humbert-Droz croit d'ailleurs pouvoir déceler, au sein du mouvement communiste, une tendance favorable au « retour dans la vieille maison » - et donc à la dissolution des partis communistes dans les pays occidentaux « et dans nombre de pays coloniaux où les communistes entravent l'effort de consolidation et de construction nationale » (à vrai dire, les socialistes des États colonisateurs ne sont pas en reste lorsqu'il s'agit d'entraver l'émancipation des colonies, et donc de « construction nationale » des peuples colonisés: l'exemple de la politique algérienne de la SFIO n'est pas si lumineux qu'il puisse être opposé à celui du PCF : les communistes français ont été complices de la Guerre d'Algérie - du moins à ses débuts -, mais les socialistes l'ont menée…). Le même auteur décèle cependant quelque pusillanimité dans l'attitude de la tendance « démocratique » au sein des partis communistes : ceux qui en participent « n'ont pas le courage de prendre eux-mêmes les décisions qui s'imposent. Ils ont une telle habitude d'attendre les directives de Moscou qu'ils ne peuvent plus penser et agir d'une façon indépendante. Ils sont restés staliniens » (ibid.).
Staliniens, les nouveaux dirigeants soviétiques le sont aussi restés, même dans leur volonté de révision : « La liquidation du stalinisme s'opère encore par des méthodes staliniennes » observe Humbert-Droz, qui les connaît bien. Par des méthodes staliniennes, et par un personnel stalinien : Khrouchtchev, Molotov, Mikoyan, Boulganine, Vorochilov, Joukov - et derrière eux, sous eux, ceux qui leur succéderont : Andreï Andreïevitch Gromyko, Kossyguine, Léonid Brejnev, Mikhaïl Souslov… n'étaient pas des « opposants » à Staline (ceux-là étaient dans les camps, quand ils avaient survécu), si certains d'entre eux (tel Joukov) purent être considérés, surtout par Staline lui-même, comme des « concurrents » potentiels. Que l'on sache, les successeurs de Staline, et les déboulonneurs de sa statue, ne furent pas en reste d'apologies du Petit Père des peuples lorsque celui-ci vivait, régnait, et les surveillait…
De cette encombrante paternité stalinienne, et de leur non-opposition à Staline de son vivant, Khrouchtchev et le Comité central de 1956 ont donné deux explications : l'une policière, l'autre psychologique. La policière : s'opposer était impossible, sauf à y perdre la vie, du fait de la mainmise de Beria sur l'appareil répressif ; la psychologique : le « culte de la personnalité » avait fait de tels ravages que s'attaquer à Staline eût été perçu par les « masses populaires » comme une trahison. L'explication policière ne manque pas d'être crédible : sauf à cultiver le goût du martyre (au double sens de « sacrifice » et de « témoignage », mais d'un témoignage envers qui, quand la répression s'opère dans le silence épais d'un peuple à la fois terrifié et catéchisé, sans autre source d'information que les médias officiels ?). Et, s'agissant de l'explication psychologique, on sait bien, par des témoignages de la force de celui d'Artur London et d'Arthur Koestler, par quels tourments pouvait passer un communiste que sa fidélité au parti rendait capable de dire et d'écrire n'importe quoi pour peu que le parti l'exigeât.
Le XXe Congrès remit d'ailleurs en cause la répression de masse, ses moyens et ses instruments : l'État de droit fut supposé succéder à l'État policier, on proclama l'abolition des camps de travail forcé, les droits des prévenus et des accusés furent affirmés : « Il va sans dire que l'avenir dans ce domaine dépend essentiellement de la façon dont le parti dirigeant et les organes de l'État appliqueront les décisions et les intentions », commente Humbert-Droz (op. cit., p. 13), qui visiblement doute que cette application se fasse strictement. La démocratisation du parti, de l'État et du procès de décision économique pouvait être posée comme une condition de la rupture avec l'État policier, mais à cette démocratisation, la direction du parti s'empressa de poser de strictes limites, en affirmant non seulement la pérennité de son rôle dirigeant, mais en précisant aussi que la « direction collective » dont on affirmait le principe ne serait appliquée qu'aux organes du parti et de l'État, et non aux entreprises et à la vie économique : pas question d'« autogestion » à la yougoslave, donc. Mais même ainsi limitée, cette volonté de démocratisation put être mise en doute sitôt exprimée : « Peut-on croire aujourd'hui que ces responsables du régime stalinien soient capables de procéder à une démocratisation du parti et de l'État ? Leurs méthodes restent des méthodes dictatoriales. Même si c'est un directoire qui momentanément prend les décisions, le tournant est imposé d'en haut (…). Les divers partis communistes de l'étranger acceptent aussi - souvent du bout des lèvres - les nouvelles directives à l'unanimité. » (Jules Humbert-Droz, op. cit., p. 19)
La porte ouverte (prudemment) par Khrouchtchev et les siens le fut suffisamment largement pour que s'y engouffrât une contestation excédant de beaucoup ce que la direction soviétique était prête à assumer :
« En Union soviétique et dans quelques partis communistes étrangers, des ouvriers et des intellectuels se sont levés au cours des discussions sur les décisions du Xe congrès pour affirmer que toute la ligne politique de ces dernières décennies était fausse et pour la critiquer. (…) Des militants d'États satellites (ont) condamné la soumission de leur pays et de leur part aux ordres du Kremlin. Mais comment l'actuelle direction collective a-t-elle réagi à ces premières manifestations démocratiques de la base du parti ? Les membres du parti qui ne se sont pas contenté de répéter les critiques exprimées par la direction et qui ont essayé d'aller plus loin dans l'analyse des fautes commises ont été stigmatisés (…) comme des éléments corrompus et dangereux et des ennemis du parti et du socialisme. Cela aussi c'est du stalinisme ! »
(Jules Humbert-Droz, op. cit., p. 19)
Les admonestations de la direction du PCUS purent certes freiner le mouvement de contestation en URSS, mais pouvaient-elles limiter l'« ébranlement » provoqué dans le mouvement communiste international par la remise en cause du stalinisme qui avait été sa référence, sa logique et son langage pendant trente ans ? Ce que le XXe congrès ébranla, l'intervention soviétique en Hongrie achèvera souvent de le faire s'effondrer. En attendant cette seconde secousse, des communistes remettent un peu partout en cause ce qu'ils avaient jusque-là adoré, affirmé ou soutenu.
Dénonciation il y eut donc, mais sans grand effet (sinon celui, déjà considérable, de faire sortir des camps les centaines de milliers de déportés « nationaux » qu'on y avait entassés). Il faudra attendre le souffle de liberté apporté par le réformisme gorbatchévien pour que les Tatars de Crimée, les Allemands de la Volga, les Baltes, les Arméniens, les Géorgiens, les Tchétchènes, etc. osent publiquement, et massivement, exiger à la fois le respect de leurs droits nationaux et la répudiation de l'héritage stalinien.
La « détente » à l'extérieur est une condition sine qua non de la « démocratisation » à l'intérieur - cette démocratisation rendant d'ailleurs cette détente possible. Les choix politiques du XXe Congrès visaient l'une et l'autre, ce qui ne laissait pas de satisfaire les socialistes - même si, à l'instar de Humbert-Droz, cette satisfaction se teintait d'une prudence et d'une méfiance manifestes, voire d'une certaine incrédulité (ou d'une incrédulité certaine) quant aux chances d'une réforme du système soviétique qui n'en changerait pas les règles fondamentales de fonctionnement - sachant qu'un tel changement remettrait en cause le système lui-même : « Les « réformistes », ici, ne sont plus ceux que l'on croyait, et les plus anticommunistes d'entre les sociaux-démocrates ne se firent pas faute de clamer leur certitude que le système soviétique n'est pas réformable dans le respect de ses propres règles, et que seul un changement fondamental de ces règles (bref : une révolution) peut rendre crédibles les intentions affichées par la nouvelle direction du parti et de l'État ; a contrario, les « révolutionnaires » pro-soviétiques proclament leur confiance en la capacité du système soviétique de s'auto-réformer.
Ce paradoxe posé, ajoutons que tous, « réformistes » et « révolutionnaires », pro- et anti-soviétiques, regardent ce qui se passe en URSS avec une attention passionnée. L'enjeu est en effet considérable, enjeu stratégique mais aussi enjeu théorique : il s'agit de la paix, mais aussi, pour reprendre les termes de Humbert-Droz, de « la réalisation du socialisme et de la liberté », et du contenu même que l'on va tenter de donner, concrètement, à ces termes. Humbert-Droz, encore :
« Nous ne considérons pas les décisions du XXe congrès du Parti communiste de l'URSS comme un tournant fondamental et décisif de la politique de la Russie. Elles ne représentent qu'un premier pas, certes important, pour liquider le passé terroriste de Staline et inaugurer un certain relâchement de l'appareil policier. (…) Les forces du socialisme démocratique peuvent accélérer ou ralentir ce développement par leur attitude et leurs politiques propres. Ce n'est pas en admirant tout ce que les Russes font ou promettent que les socialistes et le monde libre accéléreront ce développement, ce n'est surtout pas en faisant des partis communistes qui, aujourd'hui comme hier, vont chercher conseils et directives à Moscou, leurs alliés. (…) (Des) questions de principe (nous) séparent aujourd'hui comme hier des communistes : le principe de la démocratie et la conception fondamentale du socialisme et du parti. Jamais nous ne confondrons le capitalisme d'État (…) avec le socialisme. Cette confusion fut la grande falsification historique et la grande duperie de Staline. Avec Marx, nous pensons que la société socialiste doit être une libre association des travailleurs dans laquelle l'État, en tant que domination des hommes, deviendra superflu et mourra. (…) Le socialisme ne signifie pas autre chose que la démocratie économique et sociale (qui) permettra une démocratisation de l'État et de la société (…) doit encore être créée et les chefs actuels (de la Russie) n'ont pas l'air de s'en rendre compte. »
— Jules Humbert-Droz, op. cit., p. 35-36
C'est ici, encore une fois de la nature même du régime et du système soviétiques dont il s'agit ; de son caractère « socialiste » ou non - et, puisque nous nous mouvons dans les catégories historicistes du marxisme, du parcours historique qui mena au stalinisme. Ce parcours nous apparaît comme une succession de réductions : l'histoire du mouvement révolutionnaire russe a ainsi comme une forme d'entonnoir, du plus large à ses débuts, lorsque ce mouvement pose la Rodnina (la patrie, la Russie entière) comme référence, au plus étroit à son terme, où tout finit par passer par l'Aparat (l'appareil du parti-État).
La discipline stalinienne est à la fois collective et individuelle ; collective, elle s'impose à des organes dont on exige qu'ils exécutent avec zèle les ordres des organes supérieurs, de haut en bas de la pyramide du « centralisme démocratique » ; individuelle, elle s'impose à des hommes et des femmes dont on exige qu'ils remplissent des tâches conformément à la définition donnée par les « responsables », mais dont on attend en même temps qu'ils assument toutes les responsabilités d'un éventuel échec : le parti ne se trompe jamais, seules les personnes sont faillibles ; la politique du parti ne saurait être erronée, elle ne peut qu'être mal appliquée, ou malignement faussée, ou sabotée. L'autocritique des échecs ou des erreurs ne mettra plus jamais en cause, jusqu'au XXe Congrès, le parti et sa direction - et encore le XXe Congrès prit-il bien soin de distinguer le parti et sa direction, de disculper le premier des crimes de la seconde et d'attribuer à celle-ci, et personnellement à Staline et Beria, la responsabilités d'« erreurs » qui, dès lors, ne purent être attribuées ni à l'ensemble de la direction du parti, ni et encore moins au parti lui-même, et évidemment pas du tout au « système », le parti étant d'ailleurs considéré comme une « victime de Staline ».
C'est par une logique stalinienne que l'on explique en 1956 le stalinisme : les crimes de la « période du culte » sont dus aux erreurs des uns, à l'incompétence des autres, à la folie de quelques-uns et aux trahisons et aux sabotages des « ennemis ». Responsables politiquement, les « organes » rendent les hommes responsables individuellement. À chaque défaillance réelle d'un organe du parti va correspondre la défaillance officielle d'un individu ou d'un groupe d'individus, parfois de l'ensemble des responsables de l'organe en question - mais sans que jamais celui-ci, en tant que structure, en tant qu'élément de l'appareil du parti, soit contesté : Iejov, Iagoda, Beria (mais pas Dzerjinski) ont fauté, mais ni le NKVD, ni le Guépéou (et évidemment pas la Tcheka). Les structures pourront ainsi perdurer, lors même qu'elles auront été « purgées » de leurs dirigeants, de leurs cadres, voire d'une partie de leur personnel. Rien de moins marxiste, évidemment, que cette conception policière et bureaucratique des responsabilités, mais rien de plus efficace, du moins à court terme.

## Synthèse
Les 24 et 25 février 1956 : clôture du XXe Congrès du PCUS.
Dans la nuit du 24 au 25 février 1956, la lecture du fameux “rapport Khrouchtchev” devant les délégués du PCUS médusés, ne fait que confirmer ce que tout le monde savait depuis longtemps. Cependant, en dénonçant les crimes de Staline, Khrouchtchev détruit le mythe de l'infaillibilité du « socialisme scientifique, avenir radieux de l'humanité et énigme résolue de l’Histoire ».
Les conséquences directes seront triples :
- L'insurrection de Budapest (Hongrie) en octobre 1956, dont l’impitoyable répression : 10 000 morts sous la direction de l’ambassadeur Iouri Andropov, éloignera du communisme nombre d’intellectuels occidentaux et de larges couches de l’opinion publique en Europe ;
- L'arrivée au pouvoir de Gomulka en Pologne (l'Octobre polonais) qui obtiendra la décollectivisation des terres et la restauration d’à peu près toutes les libertés religieuses (libération du cardinal-primat, enseignement religieux aux enfants, etc.). Même si le PC maintient sa pression sur l’Église Catholique, le socialisme “à la polonaise’’ représente la première brèche idéologique que l’Union soviétique est obligée de tolérer dans son empire et sur laquelle elle ne pourra jamais revenir ;
- La rupture sino-soviétique, d’abord sous la forme d’un conflit entre partis avant de devenir un conflit entre États. Dans un premier temps, le PC chinois refusera d’admettre la condamnation de Staline puis reprochera au PCUS sa compromission avec le “camp impérialiste”, notamment lors de la crise de Cuba. Ce conflit sera une donnée majeure des années 1960 et aboutira à un quasi-renversement des alliances lors du voyage de Nixon à Pékin en février 1972.